# Periscepsia meyeri
Periscepsia meyeri är en tvåvingeart som först beskrevs av Villeneuve 1930.  Periscepsia meyeri ingår i släktet Periscepsia och familjen parasitflugor. Inga underarter finns listade i Catalogue of Life.